# Пиньейро, Мануэль
Мануэль Пиньейро Лосада (исп. Manuel Piñeiro Losada; 14 марта 1933, Матансас — 11 марта 1998, Гавана) — кубинский офицер госбезопасности, коммунистический политик и государственный деятель, основатель спецслужб правительства Фиделя Кастро. Активный участник Кубинской революции. Член ЦК Коммунистической партии Кубы, руководитель Американского департамента ЦК КПК. Организатор политических репрессий и тайных спецопераций. Пользовался большим авторитетом в профессиональном сообществе спецслужб. Погиб в автомобильной катастрофе.

## Происхождение
Родился в богатой семье галисийских иммигрантов. Его отец Серафин Пиньейро был высокооплачиваемым менеджером Bacardi, мать Элиса Лосада владела элитным баром. Среди многочисленных легенд о жизни Мануэля Пиньейро есть легенда о рождении на барной стойке во время шторма, из-за которого не успела вовремя прибыть акушерка.
С юности Мануэль Пиньейро придерживался леворадикальных взглядов. В марте 1952 участвовал в молодёжных протестах против переворота Фульхенсио Батисты. В сентябре 1953 года отец отправил его на учёбу в Колумбийский университет, чтобы дистанцировать от политики. Но и в США Мануэль Пиньейро примкнул к студенческому протестному движению.

## В революции
Вернувшись на Кубу в 1955, Мануэль Пиньейро создал в Матансасе структуру Движения 26 июля и сеть вооружённого подполья. Организовывал снабжение оружием и диверсионные акции. Арестовывался силовиками Батисты, но продолжал свою деятельность в Гаване. Вновь оказавшись в поле зрения полиции, перебрался в Сьерра-Маэстру и 10 июля 1957 вступил в революционную армию. Лично участвовал в боях 1-й колонны под командованием Фиделя Кастро. 11 марта 1958 был направлен в командование Восточного фронта Рауля Кастро. Возглавлял фронтовой оперативный штаб и инспекцию, организовал органы безопасности и полицию. 
За участие во взятии Сантьяго-де-Куба получил звание команданте. Он отпустил густую рыжую бороду и стал известен под прозвищем Barbarroja (Барбаросса, Рыжебородый), которое сохранилось и после поседения бороды. От Фиделя Кастро получил также прозвище Gallego (Гальего, Галисиец).

## Руководитель спецслужб

### Госбезопасность
После победы Кубинской революции Мануэль Пиньейро стал видной фигурой в репрессивном аппарате нового режима. Занимался формированием органов госбезопасности — разведки, контрразведки, и политического сыска. Отличался личной преданностью Фиделю Кастро, был полностью привержен его политике, поддерживал утверждение на Кубе коммунистического государства. Входил в ближайший доверенный круг Кастро-старшего, имел доступ к лидеру в любое время без доклада.
Широкий резонанс приобрело т. н. «Дело авиаторов». В марте 1959 революционный суд оправдал большую группу лётчиков батистовской армии, не усмотрев в их действиях военных преступлений. Фидель Кастро настоял на пересмотре вердикта и назначил Мануэля Пиньейро председателем суда. Пиньейро приговорил лётчиков к длительному тюремному заключению (предыдущий председатель суда Феликс Пена покончил с собой).
В апреле 1961 года Мануэль Пиньейро участвовал в боях на Плайя-Хирон. 6 июня 1961 был назначен заместителем министра внутренних дел Рамиро Вальдеса. С 1965 Пиньейро — член ЦК Коммунистической партии Кубы (КПК). В ведении Пиньейро находились спецслужбы и органы политического сыска — департамент разведки, департамент госбезопасности. Возглавляемые Пиньейро органы сыграли ключевую роль в ликвидации городского антикоммунистического подполья и важную — в подавлении сельского повстанческого движения. Проведённые спецоперации позволили захватить нескольких ведущих повстанческих командиров и боевиков. Эксперты рассматривали Пиньейро как «главного руководителя политической полиции Кубы».

### Спецоперации
Другим направлением деятельности Мануэля Пиньейро являлась внешняя разведка, «экспорт революции» и кубинская экспансия в Латинской Америке. Созданный под его руководством аппарат считался «из самых успешных в мире агентств безопасности и разведки» и сравнивался с восточногерманской Штази. Главным оперативным партнёром Пиньейро являлся Маркус Вольф (в ЦРУ Пиньейро считали «кубинским эквивалентом» Вольфа). 
Пиньейро курировал тайные операции и поддержку прокоммунистических сил в Аргентине, Венесуэле, Перу, Колумбии Боливии, обеспечивал инфраструктуру африканских акций Че Гевары. В то же время, Пиньейро отказался использовать кубинский спецназ для спасения Че Гевары и его отряда в Боливии.

### Осложнения
Поражение и гибель Че Гевары подорвали позиции Пиньейро. Группа ветеранов-коммунистов во главе с Анибалем Эскаланте выступила за смену курса, в том числе за отказ от тайных операций за пределами Кубы. Эта оппозиция, известная как «заговор микрофракции», была подавлена и репрессирована при участии Пиньейро и Вольфа. Влияние Пиньейро несколько снизилось. Органы госбезопасности подверглись реорганизации. Был снят с руководства МВД Рамиро Вальдес. Однако Пиньейро оставался в прежней должности. В 1970 он направился в Чили, где консультировал правительство Сальвадора Альенде.

### Департамент ЦК
В 1974 Мануэль Пиньейро был переведён из МВД на руководство Американским департаментом ЦК КПК. В этом статусе продолжал курировать кубинские операции в Латинской Америке, организовывал поддержку левых, марксистских и прокоммунистических движений — гренадского ДЖУЭЛ, никарагуанского СФНО, сальвадорского ФНОФМ, гватемальского ГНРЕ. В его ведении находились также разведка и политические мероприятия в США, дезинтеграционные акции в кубинских политэмигрантских организациях. Среди контактов Пиньейро были такие крупные деятели, как президент Перу Веласко Альварадо, лидер Панамы Омар Торрихос.
Приход к власти правительств Мориса Бишопа и особенно Даниэля Ортеги считались успехами Пиньейро. Однако режим ДЖУЭЛ был зашёл в кризисный тупик и был свергнут в 1983, сандинисты не смогли подавить контрас и уступили власть в 1990, гражданские войны в Сальвадоре и в Гватемале окончились урегулированием без смены власти.

## Отход от дел и смерть
С конца 1980-х — начала 1990-х деятельность Мануэля Пиньейро пошла на спад. Глобальные изменения в мире, связанные с горбачёвской Перестройкой (в том числе прекращение советского финансирования Кубы) вынудили свернуть внешнюю экспансию. Пиньейро постепенно отходил от дел и больше занимался воспоминаниями, хотя оставался авторитетной политической фигурой. В 1992 он оставил руководство Американским департаментом, на V съезде КПК в 1997 впервые не был включён в состав ЦК. Однако в 1998 Мануэль Пиньейро был единственным ветераном КПК, которого принял наедине посетивший Кубу с визитом Папа Римский Иоанн Павел II.
Мануэль Пиньейро погиб в автомобильной катастрофе за три дня до своего 65-летия. 11 марта 1998 года в мексиканском посольстве отмечалось 40-летие Восточного фронта. Возвращаясь за рулём, Пиньейро врезался в дерево. Похоронен на кладбище Колон.

## Семья и личность
Мануэль Пиньейро был дважды женат. Первый брак заключил в США с танцовщицей Лорной Бёрдсалл. Второй его женой стала чилийка Марта Харнеккер — журналистка и учёная-социолог марксистского направления, впоследствии советница Уго Чавеса. В браке с Бёрдсалл имел сына Халиля, в браке с Харнеккер — дочь Камилу.
Люди, знавшие Мануэля Пиньейро, отмечали такие противоречивые черты его характера, как идеологический догматизм и креативность мышления, безжалостную жестокость в политике и ироничное добродушие в быту, одновременную склонность к революционному аскетизму и богемному времяпрепровождению «с хорошей едой, тонкими винами и раскованными беседами». В личных тратах Пиньейро был экономен, хотя располагал большими денежными средствами. Американский журналист и исследователь Джон Ли Андерсон характеризовал Мануэля Пиньейро как «одного из последних сторонников старой жёсткой революционной линии, искреннего и упрямого фиделиста, необычайно проницательного, с обаятельными манерами».